# Vångagylet, Småland
Vångagylet är en sjö i Älmhults kommun i Småland och ingår i Skräbeåns huvudavrinningsområde.